# Serie A2 d'Eccellenza 1995-1996
Il campionato di Serie A2 d'Eccellenza di pallacanestro femminile 1995-1996 è stato il secondo disputato, nonché il secondo livello della settantesima stagione italiana.
Sono state promosse in Serie A1 Messina e Thiene. Delle tre squadre retrocesse, Cagliari è stata ripescata, a fronte delle tre rinunce (a cui se ne aggiunge una dall'A1).

## Stagione regolare

### Classifica Girone A
|  | Pos. | Squadra               | Pt | G | V | P | PtF | PtS | Diff. |
|  | ---- | --------------------- | -- | - | - | - | --- | --- | ----- |
|  | 1.   | San Giovanni Valdarno | 22 | - | - | - | -   | -   | -     |
|  | 2.   | Porto Sant'Elpidio    | 22 | - | - | - | -   | -   | -     |
|  | 3.   | Thiene                | 20 | - | - | - | -   | -   | -     |
|  | 4.   | Prato                 | 18 | - | - | - | -   | -   | -     |
|  | 5.   | Firenze               | 16 | - | - | - | -   | -   | -     |
|  | -.   | Cagliari              | -  | - | - | - | -   | -   | -     |
|  | -.   | Ivrea                 | -  | - | - | - | -   | -   | -     |
|  | -.   | Montecchio            | -  | - | - | - | -   | -   | -     |

Legenda:
      Qualificate alla Poule Promozione.
      Qualificate alla Poule Salvezza.
Regolamento:
Due punti a vittoria, zero a sconfitta.
In caso di arrivo a pari punti, contano gli scontri diretti e la classifica avulsa.
Note:
Non disponibili le ultime tre posizioni.

### Classifica Girone B
|  | Pos. | Squadra               | Pt | G  | V  | P  | PtF  | PtS  | Diff. |
|  | ---- | --------------------- | -- | -- | -- | -- | ---- | ---- | ----- |
|  | 1.   | Caffè Barbera Messina | 28 | 14 | 14 | 0  | 1222 | 798  | -     |
|  | 2.   | Benevento             | 20 | 13 | 10 | 3  | 895  | 776  | -     |
|  | 3.   | Marino                | 18 | 14 | 9  | 5  | 892  | 886  | -     |
|  | 4.   | Roma                  | 12 | 14 | 6  | 8  | 882  | 916  | -     |
|  | 5.   | Anagni                | 12 | 14 | 6  | 8  | 871  | 904  | -     |
|  | 6.   | Palermo               | 12 | 14 | 6  | 8  | 871  | 955  | -     |
|  | 7.   | Gragnano              | 8  | 13 | 4  | 9  | 734  | 805  | -     |
|  | 8.   | Esperia               | 0  | 14 | 0  | 14 | 688  | 1015 | -     |

Legenda:
      Qualificate alla Poule Promozione.
      Qualificate alla Poule Salvezza.
Regolamento:
Due punti a vittoria, zero a sconfitta.
In caso di arrivo a pari punti, contano gli scontri diretti e la classifica avulsa.
Note:
Non disponibile il risultato della partita tra Benevento e Gragnano.

## Seconda fase

### Poule Promozione
|  | Pos. | Squadra    | Pt | G  | V  | P  | PtF | PtS | Diff. |
|  | ---- | ---------- | -- | -- | -- | -- | --- | --- | ----- |
|  | 1.   | C. Barbera | 28 | 14 | 14 | 0  | -   | -   | -     |
|  | 2.   | S. Elpidio | 22 | 14 | 11 | 3  | -   | -   | -     |
|  | 3.   | Valdarno   | 18 | 14 | 9  | 5  | -   | -   | -     |
|  | 4.   | Thiene     | 16 | 14 | 8  | 6  | -   | -   | -     |
|  | 5.   | Marino     | 10 | 14 | 5  | 9  | -   | -   | -     |
|  | 6.   | Prato      | 8  | 14 | 4  | 10 | -   | -   | -     |
|  | 7.   | COR Roma   | 6  | 14 | 3  | 11 | -   | -   | -     |
|  | 8.   | Benevento  | 6  | 14 | 3  | 11 | -   | -   | -     |

Legenda:
      Promossa direttamente in Serie A1 1996-1997.
Regolamento:
Due punti a vittoria, zero a sconfitta.
In caso di arrivo a pari punti, contano gli scontri diretti e la classifica avulsa.
Note:
Non disponibili i punti realizzati e subiti.
Thiene poi ripescata in Serie A1 1996-1997.
Marino, Roma e Benevento poi non si iscrivono al campionato seguente.

### Poule Salvezza
|  | Pos. | Squadra    | Pt | G  | V  | P  | PtF | PtS | Diff. |
|  | ---- | ---------- | -- | -- | -- | -- | --- | --- | ----- |
|  | 1.   | Florence   | 26 | 14 | 13 | 1  | -   | -   | -     |
|  | 2.   | Capri      | 18 | 14 | 9  | 5  | -   | -   | -     |
|  | 3.   | Anagni     | 16 | 14 | 8  | 6  | -   | -   | -     |
|  | 4.   | Ivrea      | 16 | 14 | 8  | 6  | -   | -   | -     |
|  | 5.   | Verga      | 16 | 14 | 8  | 6  | -   | -   | -     |
|  | 6.   | Cagliari   | 14 | 14 | 7  | 9  | -   | -   | -     |
|  | 7.   | Esperia    | 6  | 14 | 3  | 11 | -   | -   | -     |
|  | 8.   | Montecchio | 0  | 14 | 0  | 14 | -   | -   | -     |

Legenda:
      Retrocesse in Serie A2 1996-1997.
Regolamento:
Due punti a vittoria, zero a sconfitta.
In caso di arrivo a pari punti, contano gli scontri diretti e la classifica avulsa.
Note:
Non disponibili i punti realizzati e subiti.
Cagliari poi ripescata in Serie A2 d'Eccellenza 1996-1997.
Capri-Gragnano poi non si iscrive al campionato seguente.

## Verdetti

### Squadra promossa
- Promozione in Serie A1:

Giuseppe Rescifina Messina: Mara Buzzanca, Valentina Petrassi, Marzia Antinori, Ivana Miccichè, Jana Neradová, Stefania Maimone, Palmira Sparacino, Cristina Rivellini, Anna Costalunga, Felicia Di Bari, Adriana Grasso, Simona Adorni, Katia Scionti, Maria Puglisi. Allenatore: Nino Molino.

### Altri verdetti
- Ripescata in Serie A1: Thiene
- Retrocesse in Serie A2: Cagliari (poi ripescata), Esperia e Montecchio.
- Rinunciano alla Serie A2/Ecc.: Marino, Roma, Benevento e Gragnano.